# かぶらぎみなこ
かぶらぎ みなこは、日本のイラストレーターである。東京都府中市出身。

## 略歴
國學院大學卒業。
書籍のほか、絵地図やポスター、ルポ、CD ジャケット、挿絵の制作など幅広い媒体で活動している。
1996年『ひよこクラブ10月号』(ベネッセ)にて活動開始。
2004年 パレットクラブ・スクール イラストコース8期生。
2006年 坂川栄治の装画塾1期生。
2008年 ペチカ・イラストスクール1期生。

## 仕事内容
※一例・敬称略
- JR東日本・スキーポスター
- 京王電鉄のポスターとチラシ・オリジナルピンズ作成
- 荒川ふるさと文化館・企画展チラシとオリジナルピンズ作成
- 荒川ふるさと文化館「荒川の遺跡お宝地図」用イラストマップ作成
- 『パピルス』（幻冬舎）イラストルポ掲載
- 『家の光』（社団法人 家の光協会）イラストルポ連載
- 『SHIMOKITA STYLE』（フリースタイル）下北沢街歩きルポ連載[2]
- 『スワンマガジン』（平凡社）バレエ教室体験ルポ掲載
- 『NHKラジオ講座 英語リスニング入門』（NHK出版）連載
- 株式会社東芝・社内報用イラスト
- 『小学書写』（教育出版）姿勢図ポスター作成
- 「平成27年度 建設業労働災害防止協会　安全衛生教育センター講座案内」挿絵
- 『かわいい＆おしゃれな手づくりMAP素材集』（玄光社）
- 三井住友海上保険・新聞広告用挿絵
- 「まちづくり府中」パンフレット表紙
- ラグビー2019年ワールドカップ向け冊子『ラグチュー』イラストマップ 他
- 府中・美好町商店会イラストマップ、エコバック作成（2017年版、2018年版）
- 府中・美好町商店会イラストマップ、クリアファイル作成（2019年版）
- 音楽CD「森からきこえる」（ケーナ奏者・柳和男氏作）ジャケット作成
- まちづくり府中「竹あかりマップ」（2017年版、2018年版）
- 「府中小唄のしおり」作成
- 『武蔵府中まちの歴史物語』イラスト挿絵（2019年7月刊行）
- バリアフリーマップ作成企画用チラシ挿絵
- 府中・浅間町きすげ共栄会作成「浅間町マップ」
- 『ある日うちの子が学校に行かなくなったら』（鈴木あみ著）装丁と本文挿絵
- 府中市青年会連合会主催盆踊りポスター作成
- 武蔵府中絵巻[3]
- ガイドブック「1000年以上つづく例大祭 くらやみ祭ってナンだ？」[4]

他